# Hemichromis bimaculatus
Hemichromis bimaculatus es una especie de peces de la familia Cichlidae en el orden de los Perciformes.

## Descripción
El cuerpo es alargado y comprimido en los lados, presentando igual curvatura en los partes superior e inferior. Las aletas dorsal y anal son alargadas y prolongadas en punta. Los machos pueden llegar alcanzar los 13,6 cm de longitud total.
El color de fondo varía entre el marrón rojizo oscuro a claro en el dorso con reflejos verdosos. Los individuos juveniles tienen una estría longitudinal negra que luego se fragmenta en manchas. El vientre es amarillo, los flancos marrón claro y posee una serie de puntos azul cielo cuya cantidad es variable entre diferentes ejemplares. En la época de freza se acentúan los puntos, el cuerpo toma color rojo, se oscurece su frente y dorso a un tono verde oliva con reflejos rojizos. El borde de la aleta dorsal y borde superior de la aleta caudal son de color rojo brillante.
Los sexos son difíciles de distinguir por su morfología. Las manchas en la base de las aletas dorsal y anal son menos llamativas en la hembra, y la hembra carece del diseño reticulado que el macho tiene en la sección central de la aleta caudal.

## Distribución geográfica
Se encuentra especialmente en el África Occidental desde Guinea meridional hasta Liberia Central, en países como Guinea, Liberia, Ghana, Costa de Marfil, Camerún, la República Democrática del Congo, Gambia, Mali, Senegal, Nigeria y algunas zonas del centro y este de África y en la cuenca del río Nilo.
Habita en pequeñas charcas, canales arenosos y lagunas costeras, grandes ríos y sus afluentes, con fondos arenosos o con lodos. Esta especie esta estrechamente asociada con hábitats boscosos.

## Acuarismo
El acuario para el cíclio joya debe ser específico si bien puede cohabitar con otros cíclidos compatibles. Debe tener un volumen de por lo menos 150 l para una pareja. El pH del agua debe estar entre 6,5 a 7,5; con un GH de 10 ºd a 12ºd. La temperatura del agua debe mantenerse entre 22 °C y 27 °C. Para la decoración puede utilizarse plantación periférica con plantas grandes en macetas rodeadas de rocas y protegiendo las raíces con piedras.
Con respecto a la alimentación, es una especie omnívora, básicamente se le debe suministrar alimentos vivos, frescos y congelados. Los alimentos prefieren tomarlos a baja o mediana altura, dependiendo del hambre que tenga.
Es una especie territorial, por parejas, fuera de la época de desove es relativamente pacífico; durante el mismo es muy mordedor y agresivo. Suelen cavar mucho en el fondo del acuario, especialmente durante la puesta.
El cíclido joya es ovíparo. La puesta se realiza sobre el sustrato,  desovando en piedras que previamente limpia. Desova 200-500 huevos por puesta. Estos y luego las crías son depositados en hondonadas del sustrato preparadas por los padres y repetidamente transferidos. Como esta especie brinda a sus crías un cuidado paternal digno de mención, no es necesario retirar a los padres. Si, en cambio, hay que tener especial cuidado en evitar carencias alimenticias y en mantener la temperatura desde esta etapa por debajo de la necesaria para la reproducción. Esto último se debe a que la especie es capaz de desovar cada 15-20 días y se obtendría una superpoblación de peces, con los consiguientes riesgos. Los alevines deberán ser retirados de la pecera en cuanto se detecte que han alcanzado una etapa agresiva por la disputa territorial entre ellos o con sus padres.
A 25 °C los huevos hacen eclosión en 48 horas. Bastante antes de llegar a este punto, la pareja habrá excavado varios agujeros para alojar en ellos a los alevines recién nacidos. Es habitual que las larvas sean movidas de un lugar a otro durante las 72-80 horas que tardan en poder moverse. En esta especie los alevines no suelen nadar antes de haber consumido por completo el saco vitelino (Wilson & Loiselle, 1979). Los alevines agotan su reserva de alimentos de 12 a 16 horas antes de comenzar a nadar. Por lo que llegados a este punto se deben comenzar a alimentar con microlombrices y nauplios de artemia, seguidos más tarde de nauplios mayores y de comida preparada en polvo.